# Південно-Коломацьке газоконденсатне родовище
Південно-Коломацьке газоконденсатне родовище — дрібне родовище у Валківському районі Харківської області України. 

## Опис
Належить до Рябухинсько-Північно-Голубівського газоносного району Східного нафтогазоносного регіону України.
Родовище виявили у 2007 році унаслідок спорудження розвідувальної свердловини № 31. Надалі поширення продуктивних порід уточнили за допомогою ще трьох розвідувальних свердловин № 32, № 33 та № 34.
Вуглеводні пов'язані із породами серпуховського ярусу нижнього карбону.
Початкові видобувні запаси родовища оцінюються у 170 млн м3 газу та 1 тис. тонн конденсату.
Розробку родовища веде компанія «Укргазвидобування» з використанням колишніх розвідувальних свердловин № 31 та № 33. Видобуті вуглеводні надходять до установки комплексної підготовки газу Коломацького родовища, а підготована продукція подається по перемичці діаметром 159 мм до газопроводу Шебелинка — Полтава — Київ.